# Antonio da Monza

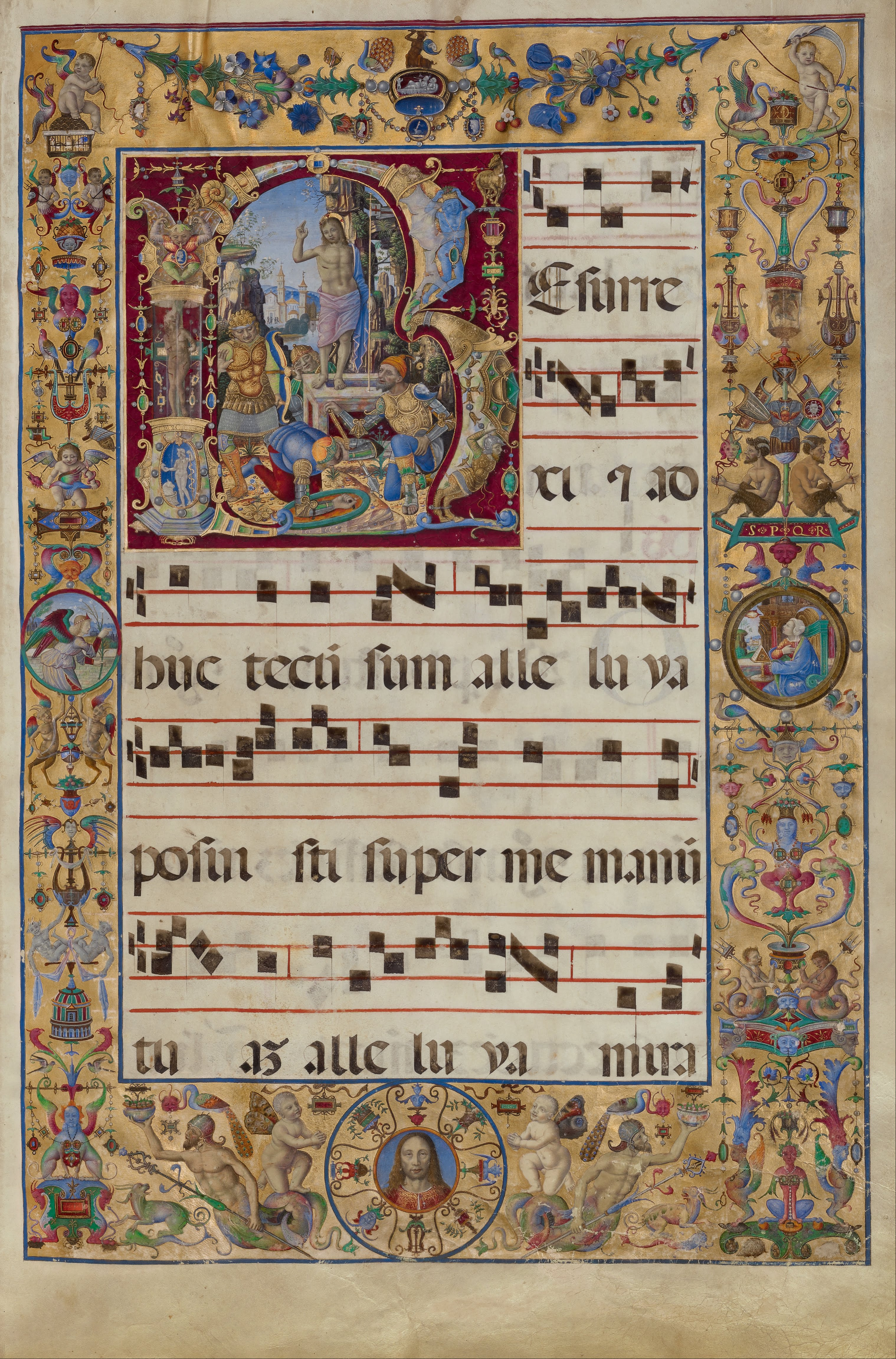
Buchseite von Antonio da Monza aus einem Graduale mit dem Initial 'R'(lat. resurrectio - Auferstehung)

Fra Antonio da Monza war ein oberitalienischer Buchmaler, der um 1500 in Mailand tätig war. Er stammte aus Monza in der Lombardei und war Mitglied des Franziskaner-Ordens.

## Leben
Da Monza konnte durch seine Signatur in einem von ihm ausgemalten Messbuch, dem Festmissale, des Papstes Alexander VI. identifiziert werden. Einzelblätter des im 19. Jahrhundert zerschnittenen Buches finden sich heute unter anderem in der Albertina in Wien, dort auch das Titelblatt mit dem Namen des Meisters. Durch Stilvergleich konnte Antonio da Monza dann die Ausmalung einiger weiterer liturgischer Bücher zugeordnet werden, so beispielsweise Miniaturen in einem Graduale oder die Bilder in der Biographie des Grafen Muzio Attendolo Sforza, Gründer der Dynastie der Sforza in Mailand.
Da Monza wird zusammen mit dem Meister des Sforza-Gebetbuches und mit Francesco Binasco zu den drei führenden Buchmalern gerechnet, die Ende des 15. Jahrhunderts in Mailand tätig waren. Damals war Mailand unter der Herrschaft des als Kunstmäzen bekannten Herzogs Galeazzo Maria Sforza zu einem Zentrum der Kunst in Oberitalien geworden.
Da Monza steht stilistisch am Übergang der Spätgotik in die Renaissance. In seinem Malstile spiegelt sich die Faszination der Renaissance mit antiken Motiven wider. Vor allem in den Randleisten seiner Bilder finden sich Anklänge an die Wandmalereien des Goldenen Hauses, eines um 1500 in Rom wiederentdeckten antiken Palastes. Weiter war er von Leonardo da Vinci beeinflusst, der ab 1480 in Mailand tätig war und mit dessen Ankunft dort ein bisher eher konservativer Stil in der Lombardei neue Impulse erhielt. Er war wahrscheinlich auch als Kupferstecher tätig.